# Bolko I van Opole
Bolko I van Opole (circa 1258 - 14 mei 1313) was van 1281 tot 1313 hertog van Opole. Hij behoorde tot de Silezische tak van het huis Piasten.

## Levensloop
Hij was de derde zoon van hertog Wladislaus I van Opole en diens echtgenote Euphemia, dochter van hertog Wladislaus Odonic van Groot-Polen. Na de dood van zijn vader in 1281, werd zijn hertogdom verdeeld onder zijn vier zoons:
- De oudste zoon Mieszko behield samen met zijn jongste broer Przemysław het hertogdom Ratibor met de gebieden Teschen en Auschwitz. Nadat Przemysław in 1290 volwassen verklaard werd, behield Mieszko de gebieden Teschen en Auschwitz (het hertogdom Teschen).
- De tweede zoon Casimir kreeg het hertogdom Bytom.
- De vierde zoon Przemysław kreeg na zijn volwassenverklaring in 1290 het hertogdom Ratibor.

Bolko kreeg als derde zoon de overblijfselen van het hertogdom Opole en koos voor de stad Opole als residentie. Zijn drie broers bleven echter ook de titel van hertog van Opole behouden, om zo de samenhorigheid van hun gebieden te benadrukken. Een jaar na zijn regeringsovername stichtte Bolko in 1282 het cisterciënzersklooster van Himmelwitz. Ook richtte hij tijdens zijn bewind enkele steden op, waaronder Lublinitz en Krappitz.
Op politiek vlak wendde Bolko zich net als zijn broers tot het koninkrijk Bohemen. Op 9 januari 1289 werd zijn broer Casimir als eerste Silezische hertog officieel leenman van dit koninkrijk. Tijdens de strijd om de Poolse troon na het overlijden van koning Leszek II van Polen voerde Bolko samen met hertog Przemko van Ścinawa het Silezische bevrijdingsleger aan dat Krakau moest veroveren. Dit leger leidde op 26 februari 1289 echter een zware nederlaag tegen de troepen van Wladislaus de Korte en hertog Bolesław II van Płock, Przemko kwam om het leven en Bolko werd gewond gevangengenomen. Na zijn vrijlating ontmoette hij samen met andere Silezische hertogen op 8 augustus 1289 in Troppau koning Wenceslaus II van Bohemen, aan wie ze ondersteuning vroegen voor hun politieke voornemens. De ook aanwezige hertog Bolko I van Schweidnitz schonk Wenceslaus zelfs de stad Schömberg en enkele dorpen daaromheen. 
Op 17 januari 1291 sloten Bolko en zijn broer Mieszko samen met koning Wenceslaus II van Bohemen een bondgenootschap in Olomouc. Hierbij moesten de broers beloven om Wenceslaus te helpen om zijn rechten door te zetten en bij een mogelijke veldtocht van Wenceslaus persoonlijk deel te nemen of troepen te sturen. Ook moesten ze hun burchten openstellen voor koning Wenceslaus II. In geval van veroveringen beloofde Wenceslaus hen elk een beloning. Al in het voorjaar van 1291 namen Bolko en andere Silezische hertogen deel aan de succesvolle verovering van het koninkrijk Polen door de Boheemse troepen van Wenceslaus. Als dank hiervoor werd Bolko in 1292 benoemd tot stadhouder van Krakau.
In augustus 1292 begeleidden Bolko, zijn broer Casimir, hertog Hendrik V van Silezië en hertog Bolko I van Schweidnitz Wenceslaus II op zijn intocht in Krakau. Nadat de Boheemse legers op 9 oktober 1292 de troepen van Wladislaus de Korte hadden verslagen en Wladislaus de Boheemse koning officieel als leenheer erkende, kreeg Bolko van Opole als dank de titel van landeshauptmann van Klein-Polen. Deze functie bekleedde hij tot in 1295, toen de functie door hertog Nicolaas I van Troppau werd overgenomen.
Toen de strijd tussen Wladislaus de Korte en hertog Hendrik III van Glogau op 10 maart 1296 ten einde kwam, werd Hendrik III (een bondgenoot van Bohemen) samen met Bolko de helft van het Wartheland toegestaan. Vervolgens nam Bolko op Pinksteren 1297 samen met hertog Hendrik III van Glogau, hertog Bolko I van Schweidnitz en enkele andere Silezische hertogen deel aan de kroning van Wenceslaus II in Praag. In het voorjaar van 1298 begeleidde Bolko koning Wenceslaus II naar Wenen voor gesprekken met hertog Albrecht van Oostenrijk. Nadat Albrecht tot Rooms-Duits koning was verkozen, nam Bolko deel aan diens veldtocht tegen de afgezette Rooms-Duits koning Adolf van Nassau deel, die op 2 juli 1298 tijdens de slag bij Göllheim om het leven kwam. In 1300 behoorden Bolko en zijn broer Casimir tot het gevolg van koning Wenceslaus II, toen die het koninkrijk Polen opnieuw veroverde en zich aansluitend in Gniezno tot koning van Polen liet kronen.
In 1311 ondersteunde Bolko samen met bisschop Jan Muskata van Krakau de opstand van de Duitstalige burgerij in Krakau tegen koning Wladislaus de Korte van Polen. Vermoedelijk daarom werd Bolko begin 1312 door koning Jan de Blinde van Bohemen tot stadhouder van Krakau benoemd, totdat Wladislaus de Korte kort daarna erin slaagde om Krakau te heroveren. 
In 1313 overleed Bolko. Hij werd bijgezet in het franciscanenklooster van Opole en zijn hertogdom werd tussen zijn drie zoons verdeeld.

## Huwelijk en nakomelingen
Rond het jaar 1280 huwde Bolko met een zekere Agnes (overleden in 1301), mogelijk een dochter van markgraaf Otto III van Brandenburg. Ze kregen minstens drie kinderen:
- Bolesław (circa 1293 - 1365), hertog van Falkenberg.
- Bolko II (circa 1300 - 1356), hertog van Opole.
- Albrecht (circa 1300 - 1375), hertog van Opole en Strehlitz.